# Lex Publilia Voleronis
Lex Publilia Voleronis foi uma lei passada em Roma em 471 a.C. que estabelecia eleições de tribunos pela Assembleia tribal e não pela Assembleia das centúrias, o que tornou a plebe politicamente independente dos patrícios.

## História
Segundo o historiador Lívio, depois dos conflitos com os veios e sabinos (parte das guerras romano-etruscas), o consulado romano foi assumido por Cneu Mânlio Vulsão e Lúcio Fúrio Medulino Fuso. O tribuno Cneu Genúcio acusou os dois de não obrigarem o cumprimento da lei agrária quando ela era implementada pelos tribunos e pediu o impeachment dos dois no final de seus mandatos. No ano seguinte, Lívio afirma que Fúrio e Mânlio deveriam ser julgados perante o povo. Para garantirem sua segurança, os dois convenceram os membros mais jovens do Senado Romano de que os cargos mais altos da magistratura romana seriam massacrados neste tribunal; o resultado da reunião do Senado para salvar Fúrio e Mânlio foi o assassinato de Genúcio.
Lívio afirma que os tribunos ficaram tão apavorados com o assassinato de Genúcio que se retraíram para um silêncio político, permitindo que os cônsules exercitassem seu poder sem nenhum contraponto. Os plebeus ficaram furiosos com esta situação e começaram a gritar suas preocupações; Volerão Publílio estava entre os que alegavam que não deveriam ser julgados como soldados depois de servir como centurião. A violência aumentou e o Senado enviou um lictor para punir Volerão, que lutou com o lictor e conquistou a simpatia da plebe. Ele próprio foi eleito tribuno no ano seguinte e propôs que os magistrados dos plebeus fossem eleitos pela Assembleia tribal, o que retiraria dos patrícios a capacidade de eleger tribunos através dos votos de seus clientes.